# 若尾製菓
若尾製菓株式会社（わかおせいか、WAKAO confectionery Co. LTD）は、岐阜県美濃加茂市に本社を置く食品メーカー。

## 沿革
- 1935年 - 創業者、若尾秀雄が若尾商店として菓子卸業を創業。[1]
- 1968年 - 2代目、若尾潔が若尾製菓株式会社を設立。[1]
- 2014年 - 3代目、若尾守康が発展途上国の学校建設を支援する「G+SPREAD株式会社」を設立。[2]
- 2016年 - カフェ併設の直営店舗「たんどーる」をオープン。

## グループ企業
- タンドール製菓株式会社
- G+SPREAD株式会社
- たんどーる